# K-Ci & JoJo
K-Ci & JoJo is een Amerikaans R&B-duo, dat bestaat uit de broers Cedric (2 september 1969) en Joel Hailey (10 juni 1971).
Oorspronkelijk waren de broers lid van de groep Jodeci, een groep berucht vanwege de expliciet seksuele teksten. Ook waren de broers te horen op de single How do you want it van 2Pac uit 1996.
In 1996 sloegen de broers een andere koers in. Ze stapten uit Jodeci en begonnen een duo K.C. & JoJo, waarin het accent meer lag op de harmonie tussen hun stemmen. Hun grootste succes haalde het duo in 1998 met de single All my life, een zoete ballade die in veel landen, waaronder Nederland, een nummer 1-hit werd. Later scoorde het duo nog enkele kleinere hits, Don't rush (take love slowly) (1998) en Tell me it's real (1999).

## Discografie

### Albums
| Album met eventuele hitnotering(en) in de Nederlandse Album Top 100 | Datum van verschijnen | Datum van binnenkomst | Hoogste positie | Aantal weken | Opmerkingen |
| ------------------------------------------------------------------- | --------------------- | --------------------- | --------------- | ------------ | ----------- |
| Love always                                                         | 1997                  | 05-07-1997            | 12              | 38           |             |
| It's real                                                           | 1999                  | 03-07-1999            | 14              | 15           |             |
| X                                                                   | 2000                  | 16-12-2000            | 88              | 5            |             |

### Singles
| Single met eventuele hitnotering(en) in de Nederlandse Top 40 | Datum van verschijnen | Datum van binnenkomst | Hoogste positie | Aantal weken | Opmerkingen                           |
| ------------------------------------------------------------- | --------------------- | --------------------- | --------------- | ------------ | ------------------------------------- |
| All my life                                                   | 1998                  | 18-04-1998            | 1(4wk)          | 15           | #1 in de Single Top 100 / Alarmschijf |
| Don't rush (Take love slowly)                                 | 1998                  | 22-08-1998            | 24              | 5            | #25 in de Single Top 100              |
| Tell me it's real                                             | 1999                  | 03-07-1999            | 13              | 11           | #13 in de Single Top 100              |
| Crazy                                                         | 2001                  | 31-03-2001            | tip2            | -            | #39 in de Single Top 100              |

| Single met hitnotering(en) in de Vlaamse Ultratop 50 | Datum van verschijnen | Datum van binnenkomst | Hoogste positie | Aantal weken | Opmerkingen |
| ---------------------------------------------------- | --------------------- | --------------------- | --------------- | ------------ | ----------- |
| All my life                                          | 1998                  | 30-05-1998            | 3               | 19           |             |